# سان خوان لا لاگونا

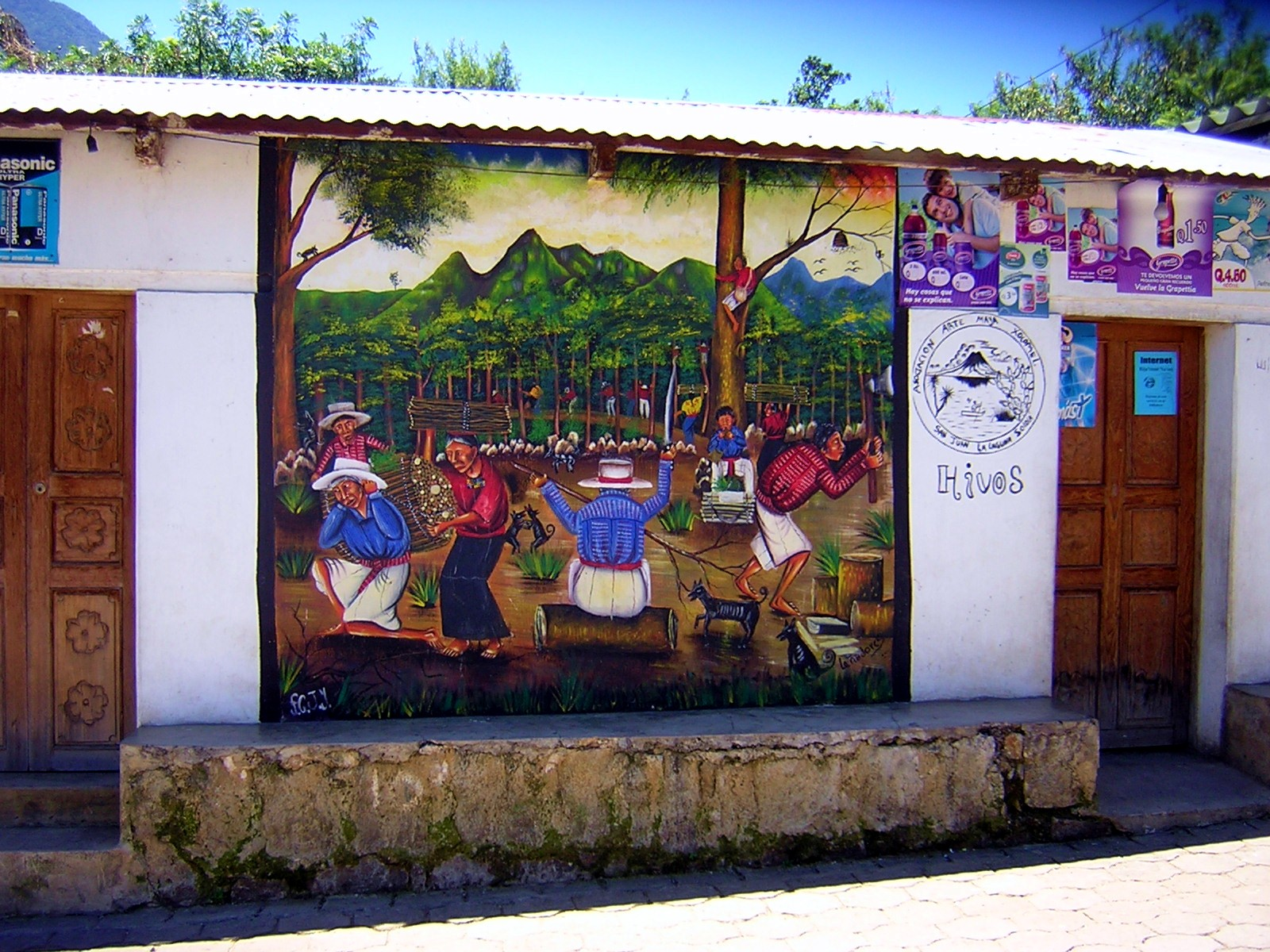

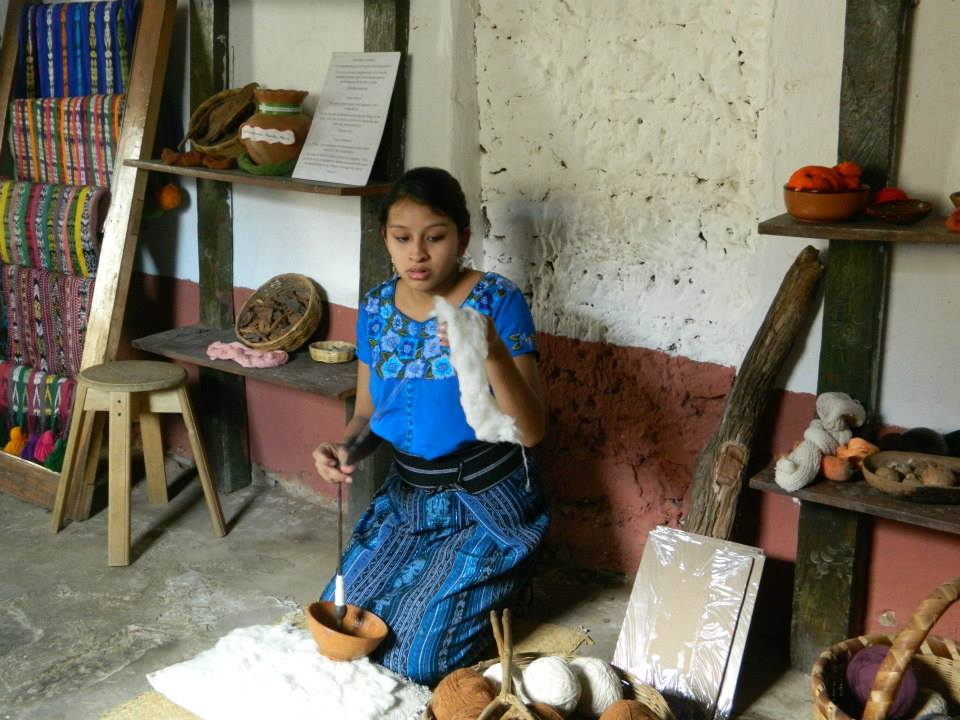
روشهای سنتی بافتن در میان زنان شهر

سان خوان لا لاگونا (تلفظ اسپانیایی: [saŋ ˈxwan la laˈɣuna]) یک بخش شهرداری در ساحل جنوبی لاگو دو آتیتلان، سولولی، در کشور گواتمالا است. این روستا شامل دهکده ای به نام سان خوان لا لاگونا و سه دهکده‌های کوچک در نزدیکی کوه است. جمعیت آن تقریباً ۹۵٪ از مردمان تزوتوجیل است. کشاورزی و خدمات گردشگردی، در اقتصاد این منطقه مهم است. کمترین ارتفاع ساحل لاگو آتیلان با ۱٬۵۶۲ متر (۵٬۱۲۵ فوت) است.